# Jakub Malý

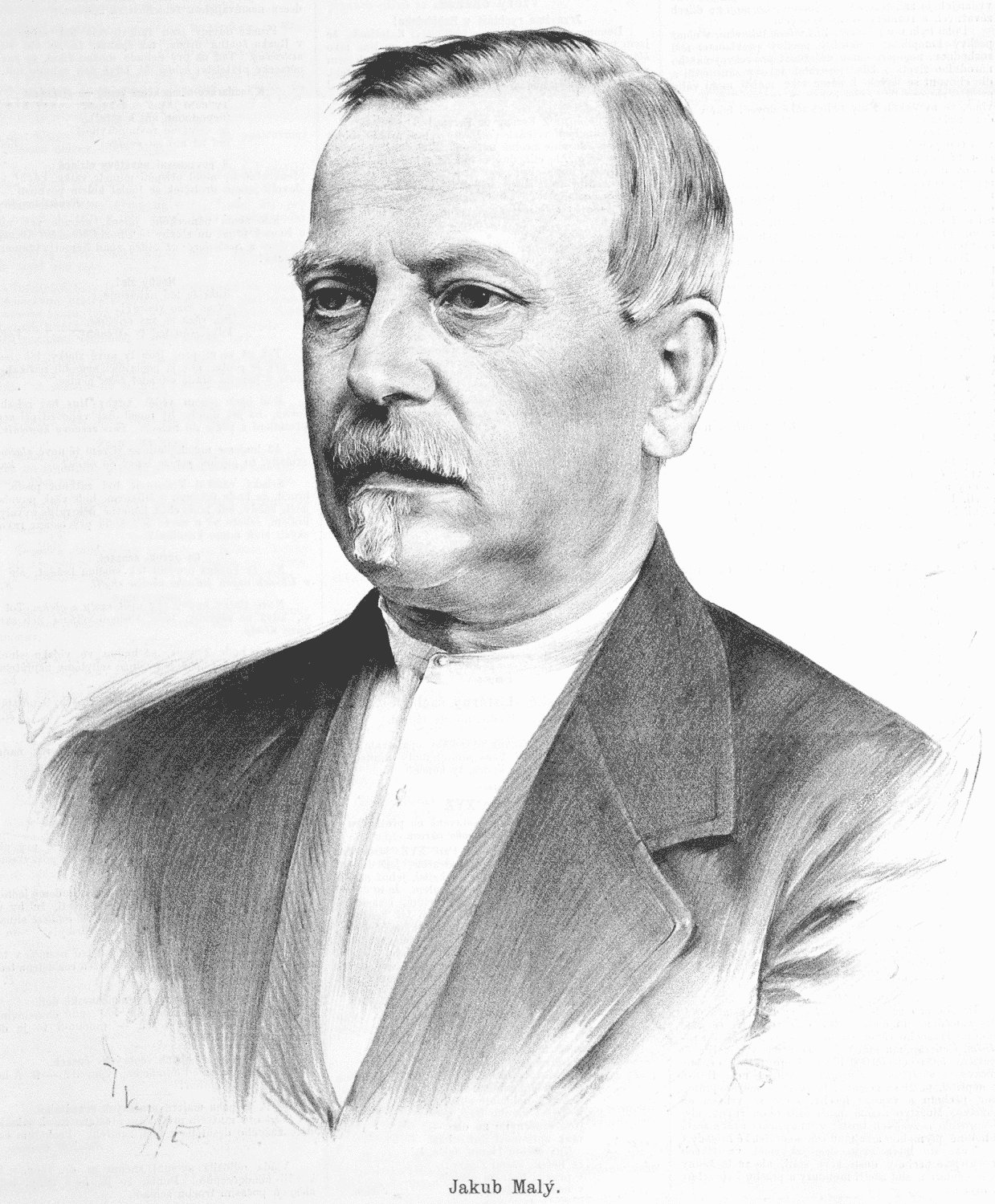
Jakub Malý (1889)

Jakub Josef Dominik Malý  (* 4. August 1811 in Prag; † 7. März 1885 ebenda; Pseudonym Budislav, Václav Pravda, Kürzel K.Z.) war ein tschechischer Historiker, Schriftsteller und Journalist.
Der Sohn einer bürgerlichen Familie absolvierte das akademische Gymnasium und die philosophische sowie juristische Fakultät an der Karls-Universität in Prag. Er ließ sich von der Lehre des Ignác Cornova, Bernard Bolzano und Josef Jungmann beeinflussen, bewegte sich in patriotischen und literarischen Kreisen und war zeitweise als Erzieher in Adelsfamilien tätig.
1848 schlug er eine politische Laufbahn ein, wurde konservatives Mitglied des Nationalausschusses Svatováclavský výbor roku 1848. Als Anhänger der tschechischen Nationalbewegung und des Panslawismus (gebremst allerdings durch Misstrauen gegen die Russen) betonte er die Wichtigkeit der Grünberger Handschrift.

## Werke
In den dreißiger Jahren publizierte Malý in patriotischen konservativen Zeitungen (Čechoslav, Jindy a nyní, Včela, Květy, Světozor, Hlas vlastenců, Ost und West, Panorama des Universums, Obzor, Živě, Poutník od Otavy, Constitutionelles Blatt aus Böhmen, Slavische Zeitung, Národní noviny und ČČM) und half Josef Jungmann bei der Erstellung seines deutsch-tschechischen Wörterbuchs. Er schrieb Gedichte, versuchte sich auch in Dramen und kritisierte literarische Werke. Er redigierte die von 1835 bis 1844 Bibliothek der Unterhaltungsliteratur, in der unter anderem eine Reihe ausländischer Belletristik übersetzt wurde.
Ende der 1850er Jahre bearbeitete er als Redakteur und Mitarbeiter des František Ladislav Rieger seine böhmische Nationalencyklopädie Slovník naučný.
Aus seinem umfangreichen Werk verdienen vor allem Nationale böhmische Märchen und Sagen (Národní české pohádky a pověsti), seine Memoiren Erinnerungen und Betrachtungen eines alten Patrioten (Vzpomínky a úvahy starého vlastence), umfangreiche Geschichtsbeschreibung der nationalen Wiedergeburt  Unsere Wiedergeburt (Naše znovuzrození) sowie das populäre Geschichtsbuch Geschichte der tschechischen Nation für den Leser jeden Standes (Dějepis národu českého pro čtenáře každého stavu). Er übersetzte vor allem aus dem Deutschen, Französischen und Englischen, darunter elf Dramen von William Shakespeare.

## Veröffentlichungen in deutscher Sprache
- Praktische tschechische Sprachlehre für Deutsche, 1851
- Gedanken über Lösung der socialen Frage, 1873, OCLC 67310643

## Tschechische Veröffentlichungen
- Národní české pohádky a pověsti, 1838
- Spravedlivá kronika česká. Prostonárodní dějepis České země I–VII, 1844–45
- Krátká mluvnice česká pro Čechy I–II, 1845–46
- Příkladové české mluvy, 1846
- Soustavný nástin slovesnosti, 1848
- Napoléon Bonaparte I–II, 1848–49
- Hraběte Lva Thuna úvahy o nynějších poměrech, hledíc zvláště k Čechám, 1848
- Dějiny národu českého, 1849
- Svět a jeho divy, 1851
- František Ladislav Čelakovský, 1852
- Amerika od času svého odkrytí až na nejnovější dobu I–VI, 1853–57
- Úvahy Čecha o novém zřízení Rakouska, 1861
- Mezi vzkříšením, 1862
- Politické zlomky, 1862
- Vymožení Rudolfova majestátu od stavů českých roku 1609, 1862
- Dějepis národu českého I–II, 1864
- Ukázka frazeologie česko-německé a německo-české, 1868
- Rukověť anglického jazyka, 1870
- Vzpomínky a úvahy starého vlastence, 1870
- Shakespeare a jeho dílo, 1872
- Výbor z drobných spisů I–III, 1872–76
- Soustátí severoamerické a jeho ústava, 1872
- Stručný obraz jazyka českého, 1872
- Anglická čítanka, 1872
- Stručný všeobecný slovník věcný I–IX, 1873–85
- Populární poučení o pravopise českém, 1877
- Vlastenecký slovník historický, 1877
- Život a působení Jiřího Melantricha z Aventina, 1880
- Naše znovuzrození
- Přehled národního života českého za poslední půlstoletí I–VI, 1880–84
- Amerika, 1882
- Vzorný dopisovatel, 1892.